# Валевачи
Валевачи (бел. Валевачы) — деревня (агрогородок) в Червенском районе Минской области. Центр Валевачского сельсовета.

## Географическое положение
Находится в примерно 20 километрах к северо-западу от райцентра, в 45 километрах к юго-востоку от Минска и в 26 километрах от железнодорожной станции Руденск линии Минск-Осиповичи.

## История
В 1858 году деревня принадлежала помещику И. Маркулевичу. Согласно Переписи населения Российской империи 1897 года, входила в состав Смиловичской волости Игуменского уезда Минской губернии, здесь было 48 дворов, проживали 254 человека, функционировал хлебозапасный магазин. В начале XX века здесь было 60 дворов, проживали 370 человек, в это время в одном из сельских домов на средства крестьян действовала церковно-приходская школа, на 1910 год здесь было 35 учеников (33 мальчика и 2 девочки). На 1917 год в деревне было 70 дворов и 426 жителей. В ноябре 1917 года на этой территории установилась советская власть. С февраля по декабрь 1918 года деревня была оккупирована немцами, с августа 1919 по июль 1920 — поляками. Вскоре после Октябрьской революции 1917 года в Валевачах открыта рабочая школа 1-й ступени, на 1923 год размещавшаяся в деревянном здании. 20 августа 1924 года образован Валевачский сельсовет в составе Смиловичского района Минского округа (с 20 февраля 1938 — Минской области) с центром в деревне Валевачи. Согласно переписи населения СССР 1926 года в деревне насчитывалось 92 двора, проживали 469 человек. В начале 1930-х организован колхоз «Комсомолец», при нём работала кузница. Во время Великой Отечественной войны деревня была оккупирована немецко-фашистскими захватчиками в конце июня 1941 года. Во время войны деревня была сожжена, 38 её жителей не вернулись с фронта. Освобождена в начале июля 1944 года. На 1960 год здесь проживали 424 человека. В 1997 году в Валевачах было 200 домохозяйств и 570 жителей, деревня являлась центром сельсовета и колхоза, здесь функционировали молочно-товарная ферма, мастерские по ремонту сельскохозяйственной техники, средняя школа, детский сад-ясли, музыкальная школа, Дом культуры, библиотека, отделение связи, сберкасса, комплексный приёмный пункт обслуживания населения, фельдшерско-акушерский пункт, столовая, магазин. В 2005[уточнить] году деревня преобразована в агрогородок.

## Инфраструктура

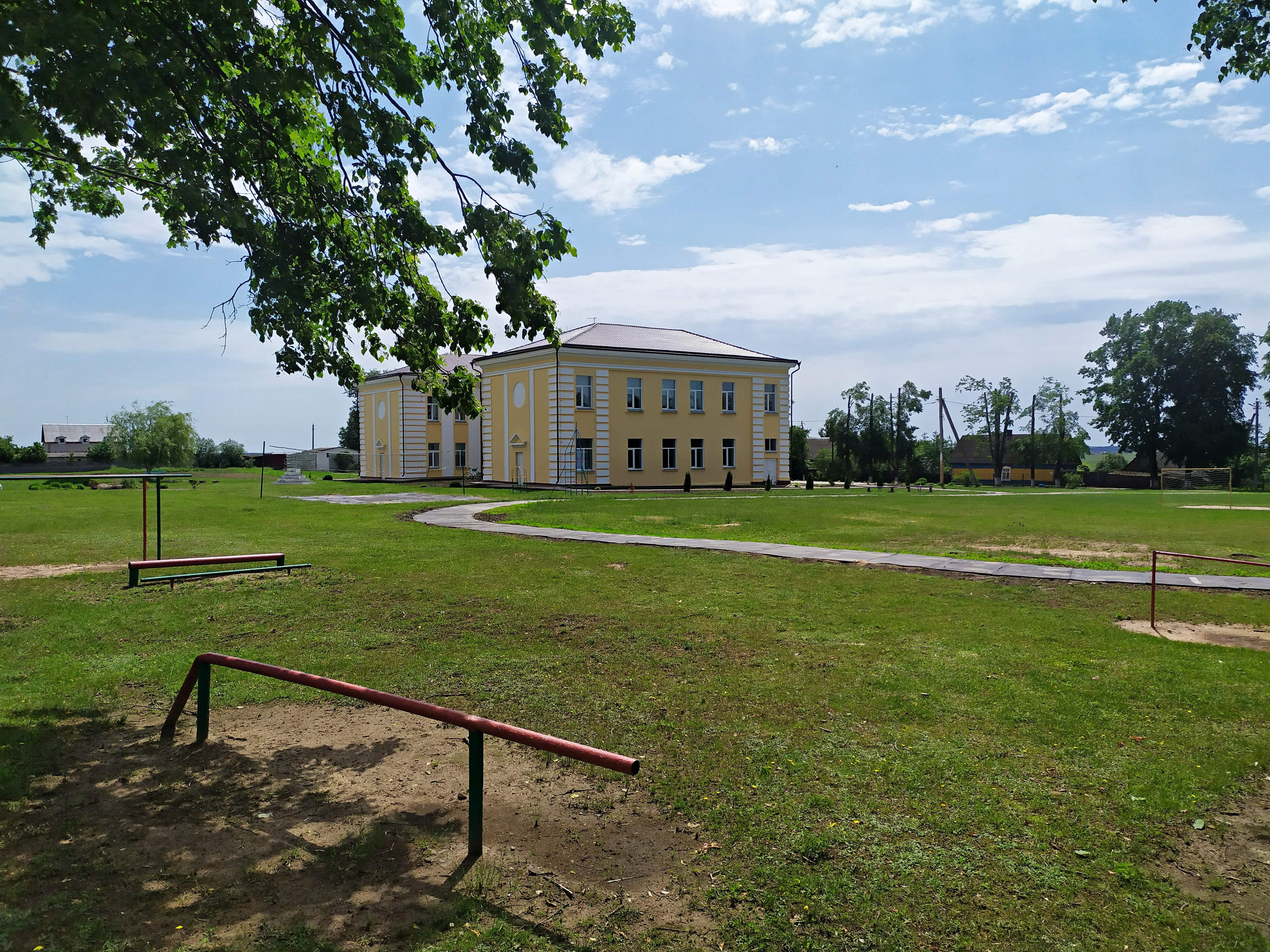
Валевачёвская средняя школа

На 2013 год в агрогородке функционируют ОАО «Валевачи», средняя школа, детский сад, библиотека, Дом культуры, врачебная амбулатория, отделение связи, отделение «АСБ Беларусбанк», 3 магазина.

## Население
- 1897 — 48 дворов, 254 жителя
- начало XX века — 60 дворов, 370 жителей
- 1917 — 70 дворов, 426 жителей
- 1926 — 92 двора, 469 жителей
- 1960 — 424 жителя
- 1997 — 200 дворов, 570 жителей
- 2013 — 203 двора, 631 житель